# Budynek redakcyjno-biurowy B Telewizji Polskiej
Budynek redakcyjno-biurowy B Telewizji Polskiej – postmodernistyczny budynek biurowy należący do Telewizji Polskiej, znajdujący się przy ul. Jana Pawła Woronicza 17 w Warszawie.

## Opis
Budynek redakcyjno-biurowy B Telewizji Polskiej mieści biura zarządu Telewizji Polskiej (TVP), kierownictw anten oraz studia nagraniowe. Jego projekt wyłoniono na zlecenie TVP w konkursie architektonicznym zorganizowanym przez Stowarzyszenie Architektów Polskich w 1997 roku. Pierwszą nagrodę zdobyła praca autorstwa konsorcjum DiM’84 Dom i Miasto sp. z o.o. Czesława Bieleckiego oraz francuskiej pracowni Atelier d'Architecture – Karczewski & Bernier.
Z uwagi na utrudniony kontakt pomiędzy francuskim członkiem konsorcjum oraz TVP, do realizacji projektu przystąpiła wyłącznie pracownia Bieleckiego. Budynek powstał w latach 2001–2008.
W 2006 roku Najwyższa Izba Kontroli pozytywnie oceniła przeprowadzenie konkursu architektonicznego, natomiast negatywnie proces inwestycyjny i dyscyplinę finansową przy realizacji inwestycji, w tym ponad trzykrotny wzrost kosztów budowy.

### Architektura
Budynek reprezentuje architekturę postmodernistyczną, zawierającą świadome i nieświadome cytaty z twórczości Franka Gehry'ego, Tamary Łempickiej, Władimira Tatlina czy kultury popularnej, takie jak okładka magazynu „Time” przedstawiająca wieżę Babel jako symbol współczesnego rynku medialnego. Był krytykowany zarówno pod względem funkcjonalnym, m.in. za niedostateczną efektywność oczekiwaną od budynku biurowego powstałego na początku XXI wieku, jak i artystycznym (m.in. przez Grzegorza Stiasnego i Jarosława Trybusia) jako przeładowany cytatami z innych epok architektonicznych i nietworzący spójnej całości. Według Grzegorza Piątka jest on refleksją na temat stanu i roli TVP w polskim dyskursie medialnym, gdzie telewizja publiczna pełni role wyłącznie komercyjne.
Budynek usytuowany jest elewacją frontową do ul. Samochodowej. Na elewacji można dostrzec nagromadzenie wielu form, w tym wieży Babel (interpretowanej jako przeskalowany kontrapunkt dla ramp sąsiedniego garażu Zajezdni Służby Zdrowia) oraz dziobu statku. Boczna elewacja północna od ul. Woronicza posiada formę półrotundy, a od strony wschodniej łączy się z kompleksem XX-wiecznych budynków TVP poprzez wyoblone kładki. Przed budynkiem powstał wybrukowany plac pełniący częściowo rolę parkingu.
Z uwagi na występowanie wód podziemnych na terenie działki, na etapie realizacji zrezygnowano z budowy garażu podziemnego na rzecz wielokondygancyjnego garażu wolnostojącego.
W wystrój gabinetu prezesa TVP ingerował prezes spółki Andrzej Urbański.

## Nagrody
- 2008: Makabryła[7]